# Häl-och-tå
Ska inte förväxlas med vänsterfotsbromsning, vilket är en annan körteknik. 

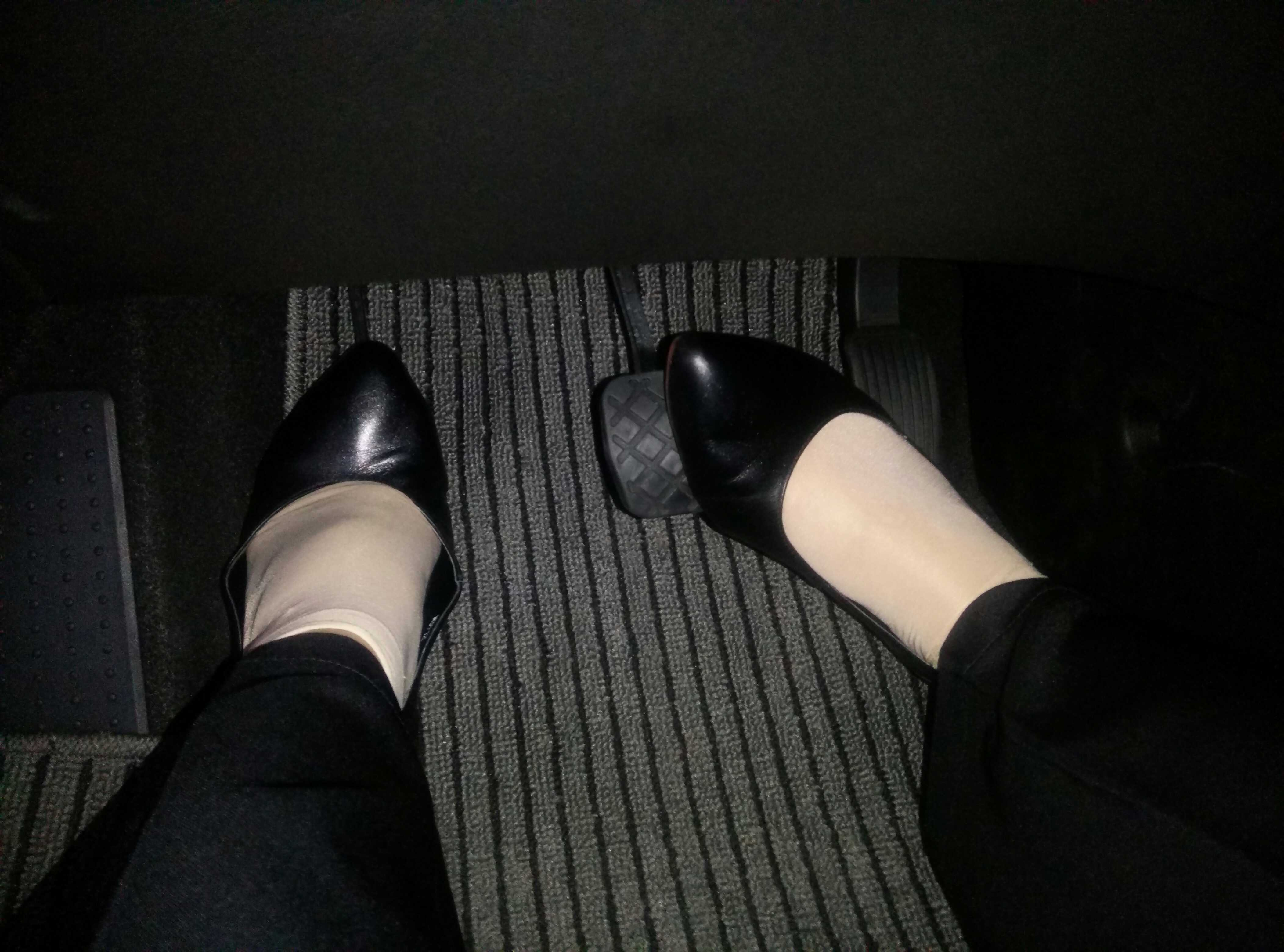

Häl-och-tå är en körteknik som används mest i olika motorsporter. Vissa förare använder den även vardagligt på allmän väg.
Tekniken innebär att höger fot sköter gaspedal och bromspedal samtidigt, medan vänster fot sköter kopplingspedalen. Den används vid inbromsning och samtidig nedväxling (inför en sväng), och ger föraren möjlighet att "dutta" på gasen med hälen för att hålla upp varvtalet och smidigt lägga in en lägre växel.

## Användning
Häl-och-tå (eller Häl-tå) används före ingången till en sväng då fordonet är under inbromsning, i syfte att förbereda drivlinan så att optimal växel ligger i för snabbast möjliga acceleration ut ur kurvan. En fördel med att växla ned innan en sväng är att man undviker ryck i drivlinan och annan oönskad dynamik medan fordonet är utsatt för sidkrafter inne i kurvan. Växlingens ryck kommer inte att rubba fordonet allvarligt medan fordonet går rakt fram, men samma ryck kan under påbörjad kurvtagning störa fordonet tillräckligt för att föraren ska tappa kontrollen. 
Tävlingsbilar är ofta ombyggda för att möjliggöra enkel användning av Häl-och-tå, genom att höjden på bromspedalen och gaspedalen är anpassade och pedalerna sitter inte för långt ifrån varandra.
De flesta moderna rallybilar körs med höga motorvarvtal. Därför används den här tekniken också för att hålla uppe varvtalet under bromsning. Därmed undviks fördröjning mellan förarens gaspådrag och bilens respons efter kurvtagning; detta gäller särskilt bilar med turboöverladdad motor. Häl-och-tå tekniken gör att maximal effekt kan uppnås i samma ögonblick bromspedalen släpps upp och gaspedalen trycks i botten.